# Jun (Granada)
Jun ist eine Gemeinde in der Vega de Granada, Provinz Granada, Andalusien und Teil des Metrogebiets Granada. Die angrenzenden Gemeinden sind Granada, Pulianas, Alfacar und Víznar. Der Ort liegt in den Ausläufern der Sierra de la Alfaguara am Fluss Juncaril und hatte 4.145 Einwohner (Stand: 2024). Die Stadt ist über die nahe Autobahn und die Regionalstraße GR-3103 mit der regionalen Hauptstadt Granada verbunden.

## Teledemokratie
Jun ist als Testfeld für die digitale Demokratie bekannt. Am 27. Dezember 1999 erklärte die Gemeinde den Zugang zum Internet zu einem Bürgerrecht, was in der internationalen Presse Aufmerksamkeit erregte. Am 28. Juni 2001 wurde hier die weltweit erste interaktive Gemeindewahl durchgeführt, weswegen der damalige Präsident der Europäischen Kommission, Romano Prodi, Jun als Geburtsort der Teledemokratie bezeichnet hat. In Jun nutzen Bürger Twitter zur Kommunikation mit der Verwaltung; während der ersten zwei Jahre hatte das Unternehmen Twitter keine explizite Kenntnis des Projekts, inzwischen zeigt sich Twitter sehr daran interessiert, von der praktischen Nutzung ihres Dienstes im Rahmen der digitalen Demokratie zu lernen. Twitter unterstützt derzeit auch die Analyse der Verwaltungslösung von Jun. Wie in der weniger digital entwickelten Welt außerhalb von Jun bringen die sozialen Netzwerke aber auch hier ihre eigenen Probleme mit sich. Wie der Bürgermeister von Jun, Rodríguez Salas (auch genannt „El Alcalde Digital“, der digitale Bürgermeister), sagt: „In der echten Welt hat einer von 43 Menschen ein Problem mit absolut allem. Auf Twitter sind es doppelt so viele.“ Die meisten Bürger von Jun stehen der Lösung aber positiv gegenüber und sind auch stolz, Teil eines durchaus futuristischen Experiments (oder Alltags) zu sein.
Aktuell wird vor Ort am Projekt „M-Administración“ gearbeitet, das die Nutzung sozialer Netze und der elektronischen Stimmabgabe zur Interaktion zwischen Verwaltung/Regierung und Bürgern fördern will.

## Partnerstädte
- Barranco, Peru
- Issy-les-Moulineaux, Frankreich